# Шмельцль, Вольфганг
Вольфганг Шмельцль (нем. Wolfgang Schmeltzl; 1500, Кемнат, Верхний Пфальц — 1557, Терниц, Нижняя Австрия) — австрийский композитор и драматург, католический священник, иногда называемый «венским Гансом Саксом».
Служил кантором в бенедиктинском аббатстве Кастль, затем в Вайдене. После того, как в 1538 г. в Верхнем Пфальце установилось доминирование протестантов, перебрался в Вену и поступил в бенедиктинское аббатство Богоматери шотландцев, где руководил школой и представлениями библейского театра. С 1554 г. служил священником в Санкт-Лоренцене.
Для театра в Шотландском аббатстве Шмельцль обязан был ежегодно сочинять по пьесе на библейский сюжет. Семь из них сохранились, в большинстве случаев это переделки и подражания, и только последняя известная, «Самуил и Саул» (1551), носит достаточно оригинальный характер. Определённый интерес представляют также «Похвальное слово городу Вене» (нем. Lobspruch der Stadt Wien; 1548) и эпическая поэма «Христианнейший и могущественный поход в страну венгров» (нем. Der Christlich und Gewaltig Zug in das Hungerland; 1556), по горячим следам воспевавшая военную операцию эрцгерцога Фердинанда Австрийского против турок.

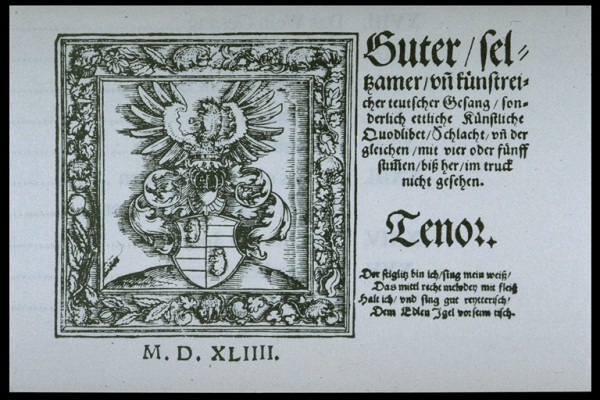
Заглавие песенника Шмельцля

В истории музыки Шмельцль остался как составитель (и автор обработок) песенного сборника «Доброе, необычайное и искусное немецкое пение» (нем. Guter, seltzamer, und künstreicher teutscher Gesang: sonderlich ettliche künstliche Quodlibet-Schlacht, und der gleichen mit vier oder fünff Stimmen biss her im Truck nicht gesehen; Нюрнберг, 1544), — отмечается, что эксперименты Шмельцля представляют собой важный эпизод в истории перехода немецкой музыки от Cantus firmus к полифонии; как жанровое обозначение одного из таких экспериментов Шмельцль впервые употребил термин «кводлибет».